# 富士市立富士見台小学校
富士市立富士見台小学校（ふじしりつふじみだいしょうがっこう）は、静岡県富士市富士見台にある公立小学校。
校地面積26,259m2（うち校舎面積7,663m2、屋体面積1,019m2）。

## 目標
学校教育目標 
- 自分で考え共に挑戦する子

重点目標
- 「みんなが笑顔になる ぽかぽかな動きを広げよう」

## 沿革
- 1976年（昭和51年）6月22日 - 富士市立富士見台小学校校舎新築工事着工。
- 1977年（昭和52年）
  - 3月10日 - 校舎新築工事完成。
  - 4月1日 - 開校。開校時点の教職員は22名、児童数434名、学級数12学級。
  - 4月5日 - 開校始業式挙行。小林校長による開校宣言と第1回入学式挙行。
  - 4月15日 - この日から給食開始。
  - 4月16日 - 落成開校記念式挙行。
  - 6月3日 - ロータリー完成竣工式挙行。校樹（くすのき）制定。校色（ふかみどり）制定。
  - 6月7日 - 富士見台小の森が完成し、落成式挙行。
  - 7月19日 -	玄関東庭園完成。
  - 10月2日 - 開校記念第1回秋季大運動会開催。この運動会は、開校記念として開催された。同日、校章制定発表会も行われた。
  - 10月26日 - 児童大集会「まつり富士見台小」開催。
  - 10月28日 - 第1回剛健遠足実施。
- 1978年（昭和53年）
  - 2月4日 - 校歌制定（作詞:吉田とし、作曲:元橋康男）。校歌制定記念式を挙行し、校内記念音楽会がジャトコ体育館にて開催された。
  - 3月20日 - 第1回卒業式挙行。最初の卒業生は60名。
  - 4月25日 - 校舎西昇降口前コンクリート舗装工事。
  - 5月27日 - 運動場西側垣根にサンゴ樹を植樹。
  - 6月15日 - 記念植樹、教育樹苗園完成。
  - 6月19日 - 運動場南側に、くすのきと柳を植樹。
  - 12月2日 - サンゴ樹200本を運動場上段フェンス沿いに植樹。
  - 12月13日 - 土手に、クスノキとケヤキ等を各48本、ツツジを900本植樹。
- 1979年（昭和54年）
  - 2月3日 - 体育館落成式。
  - 3月12日 - 体育館落成式記念小庭園造園完成。
  - 4月16日 - プール工事開始。
  - 7月13日 - プール完成落成式挙行。
  - 10月8日 - 校旗が完成し、第3回秋季大運動会において、PTA贈呈され、披露式開催。
  - 12月21日 - プール東側花園を新設。
- 1980年（昭和55年）
  - 3月3日 - 砲金製校章が完成し、校舎南面に取付（PTA寄贈）。木製校章を体育館に取付、モデル木型塗装仕上げ玄関に取付。
  - 3月18日 - コンクリート投擲板（運動場北側）完成。
  - 6月1日 - 学校栽培園南庭に増設。
- 1982年（昭和57年）
  - 3月17日 - 昭和56年度卒業記念として、屋外放送施設（放送機格納庫）が完成。
  - 5月9日 - わんぱく広場に土遊び場を設置。
- 1983年（昭和58年）
  - 5月8日 - 奉仕作業により、教育苗樹、樹木園、南庭整備、縁石枠組み作業実施。
  - 10月25日 - PTAにより、プール東側花壇用散水施設が完成。
  - 12月19日 - 体力づくり施設一基増設。
- 1984年（昭和59年）
  - 1月19日 - 自転車置場を増設。
  - 10月24日 - 学年記念樹植樹（1学年:柿、2学年:栗、3学年:すもも、4学年:ナツメ、5学年:ブラックベリー、6学年:シュガープルーン）。
  - 10月31日 - 防球ネット設置。
- 1986年（昭和61年）
  - 3月31日 - 南校舎（鉄筋2階造）落成。青空広場完成。
  - 9月1日 - 校内テレビ放送施設が完成し、放送開始。
  - 10月 - 散水施設5基設置。
- 1987年（昭和62年）
  - 6月19日 - 焼釜室設置。
  - 11月7日 - グリーンバンク緑化事業として、運動場北側と正門横斜面に植樹。
- 1988年（昭和63年）6月21日 - 新幹線新富士駅開業記念として、クスノキを植樹。
- 1989年（平成元年）2月7日 - 高鉄棒新設（卒業記念）。
- 1990年（平成2年）
  - 2月17日 - 低鉄棒新設（卒業記念）。
  - 5月14日 - 運動場南側4か所に外燈設置。
  - 6月8日 - 体育館周囲を舗装。
- 1991年（平成3年）
  - 2月28日 - 屋上補修工事実施。
  - 6月7日 - 教材園に水道増設。
  - 6月25日 - 1階廊下にセンサー設置。
  - 8月7日 - 体育館南側配水管を改修。
  - 時期不明 - ガラス飛散防止工事（2階・3階）。
- 1992年（平成4年）
  - 5月28日 - ファクシミリを取付。
  - 6月12日 - 体育館放送設備一式修理。
  - 9月29日 - 運動場に砂場を新設。
  - 10月30日 - 飼育小屋を改築。
- 1993年（平成5年）
  - 1月18日 - 体育館女子便所タイル補修工事
  - 2月20日 - 貯水槽外壁塗装。
  - 4月3日 - 屋上防水工事実施。
  - 6月24日 - 白蟻による被害部分を修理。
  - 7月23日 - 小プール工事が完成。
  - 9月30日 - 運動場放送器具を取り替え。
  - 12月24日 - 屋上金網と運動場消火栓格納箱をそれぞれ取り替え。
- 1994年（平成6年）
  - 2月25日 - 石灰庫新設工事。
  - 6月10日 - 給食室網戸の修理及び交換。
  - 6月16日 -	防災受信装置を取り替え。
  - 7月6日 - 校舎北側の外壁塗装工事。
  - 9月20日 - 年間カード式六回路プログラムタイマー（チャンネル）を設置。
- 1995年（平成7年）
  - 10月19日 - この日から翌年3月末まで、運動場改修工事実施。
  - 11月7日 - 職員トイレと更衣室ドアを改装（窓の取付）。
- 1996年（平成8年）
  - 3月8日 - 教室ドアのクッションゴムを取り替え。
  - 4月9日 - 危険物倉庫に消化箱及び消化器を設置。
  - 5月17日 - アスレチック遊具が一部撤去される。
  - 6月24日 - 校長室にエアコン取り付け。
  - 10月3日 - すべり台を設置。
- 1997年（平成9年）10月17日 - 体育館ガラス窓飛散防止を工事。
- 1998年（平成10年）
  - 3月30日 - 給食室の網戸を交換。
  - 8月24日 - 焼却炉が撤去される。
- 1999年（平成11年）2月13日 - 1学年から3学年の教室壁面クロス張り替え。
- 2001年（平成13年）
  - 3月17日 - 音楽室とオープンスペースの壁面クロス張り替え。
  - 12月8日 - 家庭科室ガス用バルブを交換。
- 2000年（平成12年）
  - 3月8日 - 屋外時計を設置。
  - 3月19日 - 屋外防水修理工事開始。
  - 3月25日 - 教室ブロックと廊下フローリングの取り替え工事。会議室と南理科室及び5学年教室の壁面クロスを張り替え。
  - 4月10日 - プール水道取り替え。
  - 6月26日 - 図工室のクロスを張り替え。
- 2001年（平成13年）3月14日 - 運動場への手摺りと階段を修理。

## 主な進学先中学校
- 富士市立吉原北中学校

## 生徒数・学級数・職員数
| 生徒数 |  | ※カッコ内は特別支援学級 | ※カッコ内は特別支援学級 | ※カッコ内は特別支援学級 |

## 通学区域
- 富士見台（1丁目～8丁目）
- 三ツ沢町3

※この地域に在住の特別支援学級の知的学級の児童は富士見台小学校（くすのき学級）へ、情緒学級の児童は富士市立神戸小学校へ通学する。

## 学校周辺
- 学校法人吉田学園神戸（ごうど）幼稚園 - 富士市道を挟んで、敷地が隣接。
- 市営富士見団地 - 富士市道を挟んで、敷地が隣接。
  - ほか、住宅街が広がっている。
- 富士見台第1公園
- 富士市消防本部中央消防署富士見台分署

## アクセス
- 富士急静岡バス「富士見台一丁目」バス停下車後、約255m・約4分。
  - なお、「富士見台一丁目」バス停から校門までの直線距離は約160mだが、道路の関係でやや遠廻りとなる。また、「富士見台小入口」バス停あるが、「富士見台一丁目」バス停で降りるより約2倍近い距離がある。

## 著名な出身者
- 諸星和己（歌手・タレント・元光GENJI）